# 가설 풀이
물리학과 수학에서 가설 풀이(假說-, 독일어: Ansatz 안자츠[*], 복수 Ansätze 안제체[*])는 어떤 주어진 문제를 풀기 위하여 그 해의 꼴에 대하여 세우는 가설이다. 미분방정식을 풀 때 변수분리법 등을 가정하거나, 문제에서 특정한 효과가 무시할 수 있을 정도로 미미하다는 등의 가정이 가설 풀이의 예다.
가설 풀이에서의 가설은 어디까지나 임시적이므로, 가설 풀이를 통하여 얻은 해가 실제로 가설을 만족하는지 확인할 필요가 있다. 예를 들어, 특정 효과를 무시하고 얻은 해에서 그 효과가 무시할 수 없을 정도로 크다면, 가설 풀이가 모순됨을 알 수 있다.

## 예제
실험을 통하여 얻은 일련의 데이터를 해석할 때, 데이터가 선형 상호관계 (또는 지수적/로그 상호관계 따위)를 가진다는 가설을 세울 수 있다. 이에 따라 선형 회귀 분석을 통하여 데이터가 가설 모형을 따르는지 확인할 수 있다.
미분방정식을 풀 때는 해가 특정한 꼴이라는 것을 가정하고 풀 때가 많다. 예를 들어, 해가 지수 꼴 {\displaystyle f(x)=\exp(g(x))}라던가, 아니면 변수분리법이 가능하다({\displaystyle f(x,y)=X(x)+Y(y)} 또는 {\displaystyle f(x,y)=X(x)Y(y)} 등)는 가설 풀이가 흔히 쓰인다.
이론 물리학에서는 주어진 실제 계의 모든 특성을 모형에 반영하기 힘드므로, 특정한 효과가 무시할 수 있을 정도로 작다는 가설 풀이를 자주 쓴다. 예를 들어, 거시적인 계를 다룰 때는 상대론적 효과나 양자론적 효과 따위는 무시할 수 있다고 가정한다. 물론, 이러한 가설은 어디까지나 가설일 뿐이다. 예를 들어, 보스-아인슈타인 응축이 나타나면 거시적인 규모의 계라도 양자론적 효과를 고려하여야 한다. 조금 다른 예로, 통계역학에서는 통상적으로 계의 에르고딕성을 가정하는데, 이는 수학적으로 에르고딕성을 증명하기는 매우 힘들기 때문이다.

## 같이 보기
- 미정계수법
- 베이즈 추론
- 구획문제
- 휴리스틱 이론
- 가설
- 시행착오